# 17 جمادى الآخرة
- السبت
- الأحد
- الاثنين
- الثلاثاء
- الأربعاء
- الخميس
- الجمعة

- 2830 نوفمبر 2024
- 291 ديسمبر 2024
- 12 ديسمبر 2024
- 23 ديسمبر 2024
- 34 ديسمبر 2024
- 45 ديسمبر 2024
- 56 ديسمبر 2024
- 67 ديسمبر 2024
- 78 ديسمبر 2024
- 89 ديسمبر 2024
- 910 ديسمبر 2024
- 1011 ديسمبر 2024
- 1112 ديسمبر 2024
- 1213 ديسمبر 2024
- 1314 ديسمبر 2024
- 1415 ديسمبر 2024
- 1516 ديسمبر 2024
- 1617 ديسمبر 2024
- 1718 ديسمبر 2024
- 1819 ديسمبر 2024
- 1920 ديسمبر 2024
- 2021 ديسمبر 2024
- 2122 ديسمبر 2024
- 2223 ديسمبر 2024
- 2324 ديسمبر 2024
- 2425 ديسمبر 2024
- 2526 ديسمبر 2024
- 2627 ديسمبر 2024
- 2728 ديسمبر 2024
- 2829 ديسمبر 2024
- 2930 ديسمبر 2024
- 3031 ديسمبر 2024
- 11 يناير 2025
- 22 يناير 2025
- 33 يناير 2025

17 جُمادى الآخرة أو 17 جُمادی‌ الثانية أو يوم 17 \ 6 (اليوم السابع عشر من الشهر السادس) هو اليوم الخامس والستون بعد المائة (165) من أيَّام السنة (أو السادس والستون بعد المائة لو كان شهر ربيع الآخر مُتممًا لليوم الثلاثين أو السابع والستون بعد المائة لو أتم كلًا من صفر وربيع الآخر ثلاثين يومًا) وفق التقويم الهجري القمري (العربي). يبقى بعده 189 أو 190 يومًا لانتهاء السنة.

## أحداث
- 73هـ - مقتل الخليفة عبد الله بن الزبير بمكة، على يد الحجاج بن يوسف الثقفي، وبذلك سقطت دولته في آخر معاقلها.
- 587هـ - سقوط عكا بيد الصليبيين بقيادة ملك إنجلترا ريتشارد قلب الأسد.
- 752هـ - عزْل السلطان حسن بن محمد الناصر قلاوون، سلطان دولة المماليك في مصر، وصاحب المسجد المعروف باسمه في حي القلعة بالقاهرة، وتولّي أخيه الملك صلاح الدين ثامن أولاد الناصر قلاوون.
- 833هـ - السلطان العثماني مراد الثاني يفتح مدينة سالونيك بعد حصار استمر لمدة 3 أشهر استخدمت فيه المدافع.
- 950هـ - العثمانيون يوقعون معاهدة مع فرنسا لإدارة ميناء طولون الفرنسي.
- 1343هـ - السلطات الاستعمارية الفرنسية في تونس تعطل جريدة الممثل الهزلية؛ لانتقاداتها اللاذعة له باستخدام الرسوم الكاريكاتورية.
- 1355هـ - اندلاع معركة بلعة بين المجاهدين العرب والجيش البريطاني وذلك ضمن معارك الثورة الفلسطينية.
- 1361هـ - بدء معركة العلمين الأولى.
- 1371هـ - اللجنة السياسية بالجامعة العربية تحتج على السياسة الفرنسية في المغرب، وتقرر إثارة القضية المغربية في الأمم المتحدة.
- 1382هـ - الحكومة الإثيوبية تصدر قرارًا باحتلال إريتريا عسكريًّا وضمها إلى أملاكها الرسمية، وتعارض هذا القرار مع قرار الأمم المتحدة القاضي بإقامة اتحاد لا مركزي بين إثيوبيا وإريتريا.
- 1393هـ - انقلاب عسكري في أفغانستان يطيح بالحكم الملكي، وإعلان قيام الجمهورية برئاسة محمد داود خان.
- 1401هـ - البيت الأبيض يعلن أن الرئيس الأمريكي رونالد ريغان قرر الموافقة على بيع طائرات الإنذار المبكر / أواكس إلى المملكة العربية السعودية.
- 1402هـ - اقتحام المسجد الأقصى من قبل مجموعة من الصهاينة بقيادة مائير كاهانا.
- 1410هـ - وفاة 100 شخص غرقًا في بنغلاديش لدى انقلاب مركب بحري.
- 1412هـ - القمة الإسلامية في دكار بالسنغال تسقط بند الجهاد من جدول أعمالها.
- 1426هـ - تفجيرات في شرم الشيخ في مصر تؤدي إلى مقتل 88 شخص وجرح أكثر من 200.
- 1427هـ - قصف مطار رفيق الحريري في بيروت من قبل الجيش الإسرائيلي الذي دمر المدارج ومنع الطيران في الأجواء اللبنانية في عملية حصار بري وبحري وجوي للبنان أثناء الحرب التي تشنها عليها.
- 1431هـ - سلاح البحرية الإسرائيلي يعترض سفينة تركية كانت تحمل مساعدات إنسانية للمحاصرين في غزة، في عرض المياه الدولية، ويقتل أكثر من 10 أشخاص على متن السفينة.
- 1435هـ - الرئيس الجزائري المنتهية ولايته عبد العزيز بوتفليقة يفوز بولاية رابعة إثر فوزه في الانتخابات الرئاسيَّة، بعدما تحصل على حوالي 82% من الأصوات.
- 1437هـ - حكومة الوفاق الوطني الليبية تبدأ عملها في تونس العاصمة برئاسة فايز السراج.
- 1438هـ -
  - ملك المغرب محمد السادس يعفي عبد الإله ابن كيران من رئاسة الحكومة بعد فشله في تشكيلها خلال 5 أشهر من تاريخ الانتخابات.
  - وقوع عدة تفجيرات انتحارية في العاصمة السورية دمشق، أسفرت عن مقتل 40 شخصاً وإصابة حوالي 120.
- 1444هـ - وقوع زلزال بقوة 7.5 ريختر بالقرب من شواطئ جزر تانيمبار في إندونيسيا.

## مواليد
- 420هـ - أبو تميم محمد بن الظاهر المستنصر بالله، ثامن الخلفاء الفاطميين.
- 1302هـ - أحمد حسن الزيات، أديب مصري.
- 1355هـ - زين العابدين بن علي، رئيس تونس.
- 1362هـ - محمد صفوت نور الدين، الرئيس العام لجماعة أنصار السنة المحمدية في مصر.
- 1375هـ - مسلم البراك، سياسي كويتي.

## وفيات
- 73هـ - عبد الله بن الزبير، صحابي وخليفة المسلمين لفترة قصيرة.
- 76هـ - صالح بن مسرح التميمي، أمير الخوارج الصفرية.
- 643هـ - ضياء الدين المقدسي، شيخ حنبلي.

## وصلات خارجية
- موقع قصة الإسلام: حدث في شهر جُمادى الآخرة.